# Kukuczka kapturkowata
Kukuczka kapturkowata (Neottianthe cucullata) – gatunek byliny należący do rodziny storczykowatych (Orchidaceae). Jedyny europejski przedstawiciel rodzaju kukuczka (Neotthianthe). Występuje od Polski na zachodzie po Japonię na wschodzie.  
W Polsce stwierdzono jego występowanie jedynie w kilku miejscach, ale obecnie spotkać go można tylko nad Kanałem Augustowskim i w Wigierskim Parku Narodowym.

## Morfologia
ŁodygaDo 40 cm wysokości.
LiścieDwa eliptyczne liście odziomkowe i dwa lancetowate, drobne liście łodygowe.
KwiatyRóżowe. Działki wąskolancetowate o długości 6-7 mm. Warżka języczkowata, szorstka, trójdzielna, długości 7-8 mm. Środkowa łatka warżki dłuższa od pozostałych.

## Biologia i ekologia
Bylina, geofit. Rośnie w borach sosnowych, sosnowo-świerkowych i sosnowo-dębowych. Kwitnie w lipcu i sierpniu. 

## Zmienność
Gatunek zróżnicowany na dwie odmiany:
- Neottianthe cucullata var. calcicola (W.W.Sm.) Soó - występuje w Himalajach i Chinach
- Neottianthe cucullata var. cucullata - rośnie w całym zasięgu gatunku

## Zagrożenia i ochrona
Kategorie zagrożenia:
- Kategoria zagrożenia w Polsce według Czerwonej listy roślin i grzybów Polski (2006)[6]: E (wymierający – krytycznie zagrożony); 2016: CR (krytycznie zagrożony)[7].
- Kategoria zagrożenia w Polsce według Polskiej Czerwonej Księgi Roślin[8][9]: EN (zagrożony).

Gatunek znajduje się w Polsce pod ochroną prawną. Ochrona czynna prowadzona jest w Wigierskim Parku Narodowym. Na początku XXI wieku zrealizowano tam projekt polegający na przesiedleniu kilkudziesięciu okazów storczyków z ich stanowisk macierzystych na nowo wybrane miejsca. Akcja przesiedlania poprzedzona została szczegółową analizą mikrosiedliskową, na którą składały się badania: fizykochemiczne gleby i roztworów glebowych, florystyczne i faunistyczny. W latach 2003–04 przeniesiono około 50 osobników kukuczki. Dla roślin wytypowano trzy stanowiska na terenie obwodów chronionych: Lipniak, Leszczewek i Krusznik. Obserwacje poczynione w latach kolejnych wykazały, że przesiedlone osobniki rozwinęły się, zakwitły i wydały nasiona.